# 中西琴
中西 琴（なかにし こと、7月31日 - ）は、日本の女優。東京都出身。
中学､高校と演劇部に所属。高校の芸術鑑賞会に船越英一郎率いるドラマティック・ミュージカル・シアターMAGAZINEが公演し、その公演を間近に観て「プロの芝居は凄い。こういう世界に生きたい」と思い役者を目指す。
看護師免許を取得しており、看護師としても働いていた。

## 出演

### TVドラマ等
- ハマの静香は事件がお好き - 秘書 役
- プロ野球選手の妻たち - 看護師 役
- ブラックペアン - 松本早織 役
- 農薬工業会 ミニドラマ

### 映画
- めぐみへの誓い - 北朝鮮賄い婦 美恵 役

### 舞台
- 劇団夜想会公演には2010年の「俺は君のためにこそ死ににいく」からほとんど全ての公演に参加。
- 他団体公演やボランティア活動支援公演､東京都主催の舞台公演など勢力的に参加している。

### 声優
- ちょっと泣ける日本昔話
- アンデルセン劇場〜 人魚姫〜

### モデル
- QVC メジカライナー
- DISH//×キットカット スペシャルコラボPV
- 京急電鉄PV